# Opius richardsi
Opius richardsi är en stekelart som beskrevs av Fischer 1965. Opius richardsi ingår i släktet Opius och familjen bracksteklar. Inga underarter finns listade i Catalogue of Life.